# Heinrich Gans
Heinrich Gans (* 8. April 1890 in Ausleben; † 30. April 1973 in Starnberg) war ein deutscher Agrarwissenschaftler und Maler des Spätimpressionismus.

## Leben
Heinrich Andreas Gans wurde 1890 als Sohn einer traditionsreichen Großbauernfamilie in Ausleben in der Magdeburger Börde geboren. Für die spätere Übernahme des elterlichen Gutshofs studierte Heinrich Gans zunächst Ökonomie und Agrarwissenschaft und promovierte 1915 an der Universität Halle, wo er auch als wissenschaftlicher Assistent tätig war. Weil er jedoch künstlerisch sehr begabt war, studierte er nach privaten Mal-Aufenthalten in Hamburg und Berlin schließlich Kunstgeschichte in München und lebte sodann von 1920 bis 1930 in Starnberg. In dieser Zeit schuf er als malerischer Autodidakt zahlreiche impressionistische Gemälde von Motiven in München und am Starnberger See, die auf renommierten Ausstellungen der Münchner Secession 1926, des Künstlerbundes Die Bayern (1929) und der Münchner Künstlergenossenschaft (1930, 1931) gezeigt wurden. Seine Bilder wurden auch öfters im Glaspalast gezeigt.
Gans besuchte trotz seines großen Talents nicht die Kunstakademie München, da er seine berufliche Hauptaufgabe vor allem als künftiger Landwirt am elterlichen Gut sah. Nach dem Tode seines Vaters 1929 kehrte er daher nach Ausleben zurück und war tatsächlich ab 1932 mit der Bewirtschaftung des Guts betraut. Nebenbei war Heinrich Gans jedoch stets als Maler tätig und fertigte weiterhin Gemälde von Landschaften in der Heimat um Ausleben, in Sanssouci, München, Starnberg, Andechs und andernorts. Er pflegte Freundschaften zu einigen Künstlerkollegen der Börde-Region, wie Thomas Heinrich Uffrecht, Otto Henning und Rudolf Hübener aus Haldensleben, und war auch in den Jahren um 1947 an Ausstellungen in Sachsen-Anhalt beteiligt.
In der Zeit des Nationalsozialismus war Gans obligatorisch Mitglied der Reichskammer der bildenden Künste. Es ist aber lediglich 1938 die Teilnahme an der „Ausstellung von Gemälden und Bildwerken von Künstlern aus dem Gau Magdeburg-Anhalt“ des Kunstvereins Magdeburg bekannt.
Um 1953 erfolgte die Enteignung des Grundbesitzes und Betriebs durch Behörden der DDR, und Heinrich Gans wurde als angeblich systemfeindlicher Großgrundbesitzer sogar zeitweilig in Haldensleben inhaftiert. 1954 floh Gans zusammen mit seiner Ehefrau Maria nach West-Berlin und siedelte sich wieder in Starnberg (zuerst in der Perchastrasse, 1956 in der Leutstettner Strasse 2b) an. Er betrieb fortan seine Malerei professionell und lebte vom Verkauf seiner Bilder. Auf einer Verkaufsausstellung des Kunstkreises Buzentaur begann seine Freundschaft mit der Kollegin Lilo Fürst-Ramdohr, die sich nach dem Tode seiner Ehefrau 1959, ebenso wie einige Nachbarn, um den alternden Maler kümmerte. Heinrich Gans schuf zahlreiche Gemälde und war in Sachverständigenkreisen sehr bekannt. In der Münchner Künstlergenossenschaft KGL Priv. 1868 war er langjähriges Ehrenmitglied. Er litt im Alter jedoch an einer fortschreitenden Makuladegeneration und konnte nur noch mit Hilfe einer Spezialbrille malen, was seinen von weichen Pastellfarbtönen gekennzeichneten spätimpressionistischen Malstil noch verstärkte. Er verstarb kinderlos 1973 in Starnberg und ruht im Gemeinschaftsgrab mit seiner Ehefrau auf dem Gut Rieden bei Leutstetten.
Von März bis Mai 1974 waren seine Gemälde im Münchner Haus der Kunst ausgestellt. Heinrich Gans wird heute der sogenannten Verschollenen Generation bildender Künstler zugerechnet. Personenstandspapiere, Sachakten zu Beruf und Werk, Werkphotos, persönliche Photos lagern seit 1975 im Deutschen Kunstarchiv im Germanischen Nationalmuseum Nürnberg. Bilder von Heinrich Gans werden im Börde-Museum Ummendorf, im Kreismuseum Oschersleben und in einem ehemaligen Kirchengebäude in Ausleben gezeigt.

## Werke (kleine Auswahl, ungefähre Datierung)
- Im Frühling. 1926,
- Odeonsplatz bei Tauwetter, 1929
- Marienplatz im Schneegestöber, 1929
- Herbstsonne, 1929
- Gartencafé im Vorfrühling, 1929
- Stadtpark-Ansichten, 1929
- Herbsttag in Sanssouci, 1930
- Novemberregen, 1930
- Gartencafé beim Glaspalast, 1931
- Gartenstück, 1931
- Botanischer Garten. Öl/Platte[6]
- Fackelzug am Odeonsplatz . Öl/Platte
- Klosterkirche Andechs, Öl/Platte
- Kaffeplatz am Starnberger See. Hartfaser,
- Segelregatta auf dem Starnberger See. Öl/Pappe[1]
- Oktoberfest München, 1958
- Die Nepomukbrücke, 1970 (Rathaus Starnberg)